# Deutsche-jugoslawische Illustrierte Zeitung
Urejanje Deutsche-jugoslawische Illustrierte Zeitung (sl. Nemško-Jugoslovanski ilustriran časopis) je leta 1936 tedensko dvojezično izhajal v Celju.